# Reichsarbeitsdienstlager
Die Reichsarbeitsdienstlager (kurz RAD-Lager) waren die Stützpunkte des Reichsarbeitsdienstes während der  Zeit des Nationalsozialismus.
Mit der Einführung des Reichsarbeitsdienstes im Juni 1935 entstanden im gesamten  Deutschen Reich, darunter auch in Gebieten des heutigen Polens, in Österreich und in den deutschen Sprachinseln des Protektorats Böhmen und Mähren rund 2000 Lager, an denen der Reichsarbeitsdienst geleistet werden musste. Diese bestanden anfangs teilweise aus angemieteten Jugendherbergen, Heimen und Schulen, später aber auch immer öfter aus errichteten Lagern an verkehrsgünstigen Standorten, sei es der Landwirtschaft, der Rüstungsindustrie oder anderen Einrichtungen.
Der Reichsarbeitsdienst untergliederte sich in 26 (Lager-)Bezirke, die wiederum in Lagergruppen von jeweils 10 bis 15 Lagern gegliedert waren. Entsprechend standen Bezirksführer, Lagergruppenführer und Lagerführer den Einheiten vor. Ein „Normallager“ war mit 54 Personen belegt, einschließlich Lagerführer bzw. Verwalter samt Gehilfen. Die Lager waren nach Geschlechtern getrennt und auch die Organisation wurde parallel geführt, aber im gleichen Gebäude untergebracht.